# 川崎裕之
川崎裕之（日语：／ Kawasaki Hiroyuki，1965年11月17日—），日本男編劇、小說家。出身於神奈川縣橫須賀市。編劇集團「Brother Noppo」（小山高生主宰）出身，現為個人工作室「川崎裕之腳本研究所」代表。主要參加動畫系列的編劇。

## 來歷
國中時期以進入電影業界為職志，開始獨自學習寫劇本。神奈川縣立橫須賀大津高等學校畢業之後，就讀東京電影藝術學院特殊技術科，並從講師押川國秋門下學習寫電影劇本，同時在小山高生門下學習動畫編劇的技術。
1988年在學期間參加日昇動畫原創的電視動畫《魔神英雄傳》第25話的腳本正式出道，之後參加許多日昇動畫作品的腳本和劇本統籌，不僅如此，還增加了Takara Tomy為日昇動畫贊助的機會。
1995年，為培育後進新人，成立個人工作室「川崎裕之腳本研究所」。其中同窗的有高山克彥等人。設立之後於《黄金勇者》等作品期間以相同名義列在工作人員表上。1996年播出的《機動新世紀鋼彈X》劇本全由他一人獨自完成。
除了動畫編劇之外，還有為動畫衍生衍生的輕小說作品執筆。2001年出版的《學園快樂七福神》是他個人的第一部原創小說，還被改編成廣播劇CD、電視動畫、漫畫。
和遊戲開發者時田貴司是高中同學，除了參加NHK Contest播出的作品之外，時常為時田主演和執導的作品進行發表。

## 參加作品

### 動畫
粗體字表示劇本統籌作品。
1986年
- 褞袍超人

1988年
- 貓咪也瘋狂
- 之後頓珍漢（日语：ついでにとんちんかん）
- 魔神英雄傳

1989年
- 獸神萊卡
- 偶像英里子傳說
- 亂馬½

1990年
- 功夫貓黨
- 魔神英雄傳2
- 偶像天使陽子
- 羅賓漢大冒險（文藝構成）
- YAWARA！

1991年
- 機甲警察金屬傑克

1992年
- 勇者傳說達鋼
- 宇宙騎士騎格武士利刃
- 元氣爆發伏魔金剛
- GUY SECOND TARGET 黃金女神篇（日语：ガイ -妖魔覚醒-）

1993年
- 無責任艦長泰勒
- 熱血最強戈修羅
- 勇者特急隊
- 奇蹟☆女孩

1994年
- 勇者警察傑德卡
- 宇宙騎士騎格武士利刃II
- 陌生人的關係

1995年
- 黃金勇者合體
- 十二生肖爆烈戰士
- 獸戰士卡爾基巴（日语：獣戦士ガルキーバ）
- 爆走獵人

1996年
- 天使夜未眠（日语：アーシアン）
- 機動新世紀鋼彈X
- 機動戰艦撫子號

1997年
- 櫻花大戰 櫻華絢爛

1998年
- 魔法陣都市
- 南海奇皇（日语：南海奇皇）
- 桃色姊妹花（日语：ももいろシスターズ）

1999年
- 快傑蒸氣偵探團 TV ANIMATION SERIES
- 南海奇皇 Second Season（日语：南海奇皇）
- 萬有引力
- 櫻花大戰 轟華絢爛
- Sorcerer 1-2-3（日语：シーバス1-2-3）

2000年
- 六門天外[2]
- 爆裂戰士戰藍寶
- 櫻花大戰 (TV動畫)[3]
- BOYS BE…
- 銀裝騎攻Ordian（日语：銀装騎攻オーディアン）
- 純情房東俏房客
- 時空母艦系列2000 怪盜小雙俠（日语：タイムボカン2000 怪盗きらめきマン）
- 無敵王Trizenon（日语：無敵王トライゼノン）

2001年
- 永恆傳奇 THE ANIMATION
- 新白雪姬傳說
- 劇場版 金肉人II世

2002年
- 金肉人II世
- 鬼眼狂刀[4]
- 櫻花大戰 神崎菫 引退紀念（日语：サクラ大戦 神崎すみれ 引退記念 す・み・れ）

2003年
- MOUSE
- STRATOS 4（日语：ストラトス・フォー）
- 櫻花大戰 巴黎學院（日语：サクラ大戦 エコール・ド・巴里）
- 神魂合體

2004年
- B傳說！戰鬥彈珠人
- 神魂合體 Second Season
- 櫻花大戰 新巴黎（日语：サクラ大戦 ル・ヌーヴォー・巴里）
- tactics
- 吟遊默示錄[5]

2005年
- JINKI:EXTEND
- TSUBASA翼 (第1季)
- B傳說！戰鬥彈珠人 炎魂
- 武器種族傳說
- 學園快樂七福神 ～The 電視漫畫～（日语：はっぴぃセブン）（原作）

2006年
- TSUBASA翼 (第2期)
- 地獄少女 二籠

2007年
- 地球防衛少年
- 魔女獵人
- 大江戶火箭

2008年
- 藥師寺涼子怪奇事件簿
- 無限之住人
- TYTANIA -泰坦尼亞-
- 地獄少女 三鼎

2009年
- 神曲奏界 crimson S

2010年
- 心靈偵探 八雲

2011年
- 戰國鬼才傳[6]
- 激戰！彈珠人

2012年
- 交響詩篇艾蕾卡7 AO
- 激戰！彈珠人eS

2014年
- 強盜的女兒
- 未來卡片 戰鬥夥伴

2015年
- 未來卡片 戰鬥夥伴100
- 辛巴達 飛天公主與神祕島（日语：シンドバッド (2015年の映画)）

2016年
- 辛巴達 魔法神燈與移動島
- 未來卡片 戰鬥夥伴DDD
- 辛巴達 完結篇

2017年
- 未來卡片 戰鬥夥伴X

2018年
- 未來卡片 戰鬥夥伴X 全明星之戰
- 未來卡片 神戰鬥夥伴

2019年
- 龍族拼圖
- 卡片鬥爭!! 先導者 新右衛門篇

2020年
- 索斯機械獸WILD ZERO

### 特攝影集
1991年
- 鳥人戰隊噴射人

1993年
- 電光超人古立特

2000年
2006年
- 魔彈戰記龍劍道
- 獅子丸G

2008年
- 多美卡英雄 援救武裝（日语：トミカヒーロー レスキューフォース）
- 多美卡英雄 援救武裝 爆裂MOVIE 拯救音速號！（日语：トミカヒーロー レスキューフォース 爆裂MOVIE マッハトレインをレスキューせよ!）

### 小說
- 《學園快樂七福神（日语：はっぴぃセブン）》系列（集英社〈Super Dash文庫〉）
- 《永恆傳奇》（集英社〈Super Dash文庫〉）
- 《美少女夢工場》（講談社〈WANI BOOKS（日语：ワニブックス）〉）
- 《純情房東俏房客(2) 秘湯解禁》（講談社Novels（日语：講談社ノベルス））
- 《宇宙騎士BLADE II 水晶宮的少女（日语：宇宙の騎士テッカマンブレードII）》（MediaWorks〈電擊文庫〉）
- 《櫻花大戰》系列（富士見書房〈富士見Fantasia文庫〉）
- 《機甲警察金屬傑克》（大陸書房〈NEO Fantasy文庫〉）

### 遊戲
1998年
- 櫻花大戰2 ～願君平安～（劇本製作）

2000年
- SCANDAL（日语：スキャンダル (ゲーム)）

2001年
- 櫻花大戰3 ～巴黎在燃燒嗎～（劇本製作）

2002年
- 櫻花大戰4 ～戀愛吧少女～（編劇）

2005年
- 櫻花大戰5 ～再見，吾愛～（日语：サクラ大戦V 〜さらば愛しき人よ〜）（編劇協力）

## 腳註

## 相關項目
- 小山高生
- 日本動畫師列表

## 外部連結
- 川崎裕之的X（前Twitter） （日語）